# هربرت نیکول
هربرت نیکول (انگلیسی: Herbert Nicol; ۱۲ آوریل ۱۸۷۳ – ۱۰ فوریهٔ ۱۹۵۰) بازیکن راگبی ۱۵ نفره اهل بریتانیا بود.